# Titularbistum Adrasus
Adrasus (ital.: Adraso) ist ein Titularbistum der  römisch-katholischen Kirche.
Es hat seinen Ursprung aus dem antiken Ort Adrasos in der türkischen Landschaft Isaurien und war ein Suffraganbistum von Seleucia in Isauria.
| Titularbischöfe von Adrasus |                                   |                                                  |                    |                   |
| Nr.                         | Name                              | Amt                                              | von                | bis               |
| 1                           | François Marie Collet             |                                                  | 14. April 1766     |                   |
| 2                           | Stanisław Kostka Choromański      | Weihbischof in Seiny (Polen)                     | 15. Dezember 1828  | 21. November 1836 |
| 3                           | György Girk                       | Weihbischof in Kalocsa (Ungarn)                  | 17. September 1838 | 10. März 1853     |
| 4                           | Vital-Honoré Tirmarche            |                                                  | 10. Juni 1853      | 17. Juli 1871     |
| 5                           | Jacques Bax CICM                  | Apostolischer Vikar der Mongolei (China)         | 23. Oktober 1874   | 4. Januar 1895    |
| 6                           | John Gallagher                    | Koadjutorbischof von Goulburn (Australien)       | 29. März 1895      | 13. Juni 1900     |
| 7                           | Florian-Jean-Baptiste Démange MEP | Apostolischer Vikar von Taiku (Korea)            | 8. April 1911      | 9. Februar 1938   |
| 8                           | Melquisedec del Canto Terán       | emeritierter Bischof von San Felipe (Chile)      | 19. März 1938      | 15. Juni 1940     |
| 9                           | Henry Joseph Thünemann OSFS       | Apostolischer Vikar von Keimoes (Südafrika)      | 9. Juli 1940       | 11. Januar 1951   |
| 10                          | Mate Garković                     | Apostolischer Administrator von Zadar (Kroatien) | 22. Februar 1952   | 24. Dezember 1960 |
| 11                          | Norman Joseph Gallagher           | Weihbischof im Militärordinariat von Kanada      | 25. Juni 1963      | 16. April 1970    |